# Белые ночи (фильм, 1985)
«Бе́лые но́чи» — художественный фильм режиссёра Тэйлора Хэкфорда, выпущенный в 1985 году. В главных ролях — Михаил Барышников, Грегори Хайнс, Хелен Миррен, Изабелла Росселлини. Лауреат премии «Оскар» 1986 года за лучшую песню к фильму («Say You, Say Me» Лайонела Ричи).

## Сюжет
Советский танцовщик Николай Родченко (Михаил Барышников) бежит на Запад. Однако во время очередных гастролей его самолет совершает аварийную посадку на военном аэродроме в Сибири. Родченко невольно вновь оказывается в Советском Союзе, где его по закону считают изменником родины. Танцовщик сразу попадает под опеку спецслужб, которые приставляют к нему «воспитателей» — степ-танцовщика Реймонда Гринвуда (Грегори Хайнс) и его жену Дарью (Изабелла Росселлини). Чернокожий Реймонд тоже в своё время покинул родину — Соединенные Штаты — в поисках свободы от нищеты и притеснений. В СССР он встретил переводчицу Дарью и женился на ней. Он, как и буквально свалившийся на него с неба Родченко, живёт под присмотром спецслужб.
КГБ направляет Родченко в сопровождении семьи Гринвудов в Ленинград, где Николай танцевал в театре оперы и балета имени С. М. Кирова до побега за границу. Спецслужбы не спускают глаз с Родченко, предлагают ему лучшие апартаменты, партии в спектаклях и громкие премьеры в обмен на возвращение в СССР. Однако у танцовщика совсем другие планы. Поначалу настроенные враждебно, Реймонд и Дарья в итоге решают помочь Родченко бежать. Дарья узнает, что беременна.
Заручившись поддержкой американского консульства и любимой женщины Родченко — руководителя Кировского театра, танцовщик и его спутники совершают побег. Всё складывается благополучно до того момента, как их машина подъезжает к консульству США. Работники КГБ пытаются остановить беглецов, однако оставляют их в покое, заметив за забором консульства западных журналистов с камерами и микрофонами: ведь Родченко — гражданин Соединённых Штатов. Родченко и Дарья перебираются на территорию консульства, а Реймонд вынужден остаться в Ленинграде: куратор из КГБ грозит ему и его семье большими проблемами.
Несколько лет спустя советские власти обменивают Реймонда на советского гражданина, арестованного в Штатах, и он воссоединяется со своей семьёй.

## В ролях
- Михаил Барышников — Николай Родченко
- Грегори Хайнс — Реймонд Гринвуд
- Хелен Миррен — Галина Иванова
- Изабелла Росселлини — Дарья Гринвуд
- Ежи Сколимовский — полковник Чайко
- Джеральдин Пейдж — Анна Ватт
- Джон Гловер — Винн Скотт
- Стефан Грифф — капитан Киригин
- Вильям Хуткинс — Чак Маларек
- Галина Померанцева — дворник
- Сергей Русаков — сотрудник КГБ
- Александр Наумов — сотрудник КГБ
- Марк Михальский — агент КГБ
- Михаил Петрович — пилот вертолета

## Съёмочный процесс
Частично фильм снимался на финском острове Репосаари. Режиссёр фильма Тэйлор Хэкфорд, желая иметь в фильме кадры, показывающие советскую действительность, нанял финскую компанию, имеющую доступ к съёмкам в СССР. Ими были засняты Театр оперы и балета имени С. М. Кирова, памятник В. И. Ленину на Московской площади, ленинградские улицы. Кадры, вмонтированные в фильм, вызвали неудовольствие критиков, однако режиссёр не стал защищать свою репутацию, опасаясь, что в результате нанятая им компания может потерять разрешение на деятельность в СССР.

## Хореография
Оригинальную хореографию, в том числе соло Михаила Барышникова под песню Владимира Высоцкого «Кони привередливые», создала американский хореограф Твайла Тарп. Также в фильме показан балет Ролана Пети «Юноша и смерть» в исполнении Михаила Барышникова и Флоренс Фор.

## Музыка
К фильму был выпущен оригинальный саундтрек, White Nights.
Песня Фила Коллинза и Мэрилин Мартин Separate Lives в ноябре 1985 года заняла первые строчки хит-парадов Billboard Hot 100 и Hot Adult Contemporary Tracks в США и Канаде, а также четвёртую строчку британского UK Singles Chart.
Другая песня из фильма, Say You, Say Me в исполнении Лайонела Ричи, также была № 1 в США по версии Billboard Hot 100, а в декабре 1985 года занимала первую строчку хит-парада Hot R&B/Hip-Hop Songs. Из-за контракта Ричи со звукозаписывающей компанией Motown его песня не вошла в саундтрек к фильму, а была выпущена в следующем году в альбоме Dancing on the Ceiling. Эта песня стала достаточно популярной и в России.

## Награды и премии
Две песни из фильма были выдвинуты на премию «Оскар» в номинации «за лучшую песню к фильму»:
- Separate Lives[англ.], музыка и слова Стивена Бишопа[англ.]
- Say You, Say Me, музыка и слова Лайонела Ричи.

Премию получил Лайонел Ричи.
Фильм имел коммерческий успех собрав в 1985 году более 42 миллионов долларов в американском прокате. Он занял шестую позицию в своей категории (PG-13 — не рекомендуется детям до 13 лет) и семнадцатую в общем рейтинге по сборам.